# 2013年孟加拉国萨瓦区大楼倒塌事故
2013年孟加拉國薩瓦區大樓倒塌事故（英文：2013 Savar building collapse），是指2013年4月24日發生於孟加拉國達卡縣薩瓦鄉的一栋8层大楼倒塌巨灾，死亡人數達1,134人、約2,500人受傷，超越了5個月前所發生的2012年達卡大火，成為孟加拉國死傷最為嚴重的工業事故之一，這次事件的死亡人數超過三豐百貨店倒塌事故，成為世界上建築物倒塌罹難人數最多的災難事件。

## 简述

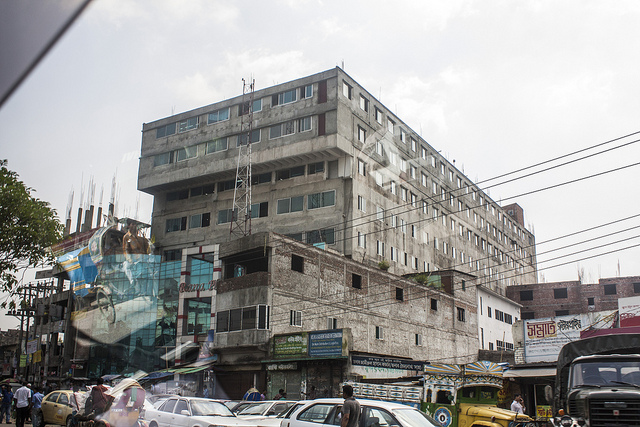
热那大厦倒塌前狀況

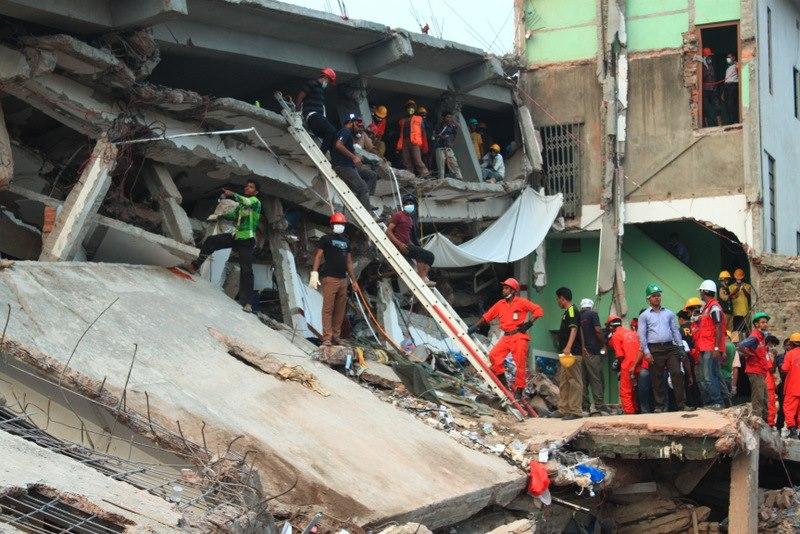
热那大厦倒塌側面視角

事故大楼名叫热那大厦（Rana Plaza），为索赫尔·热那所私人擁有。
大楼裏有數家獨立的服装工厂，包括贝纳通集团、The Children's Place、普萊馬克、英格列斯百貨、沃尔玛、季候風配飾和DressBarn等，这些服装厂共雇了约5,000名工人。大楼内还有一家银行、數家商店以及其他各種產品的工廠，不過沃爾瑪則宣稱其設立於热那大厦內的工廠並未經過自家公司的核准。孟加拉國消防和民防局负责人阿里·阿穆德·可汗（Ali Ahmed Khan）表示整棟大楼第五層至第八层是未经允许而私自建造，實際上許可證只允許建築4層樓的建築。
根据孟加拉国新聞媒体的报道，当地核查人员在4月23日進行檢查時，已经发现大楼表面出現裂縫，隨即要求疏散楼内人员且同时永久关闭该大厦。位于下面几层的數家商店和一家银行在得到消息后立即关闭，但服装工厂负责人於隔天要求工人繼續上班，并告诉工人大楼建築並没有安全问题。一些工人則表示在大楼倒塌前，当地电视台曾报道大楼裂开的情形已經十分严重。最後在2013年4月24日孟加拉國標準時間快到上午9點時大楼發生倒塌事故，倒塌后只有位於地面的一樓樓层完好。隨後，孟加拉成衣製造商及出口商協會會長證實当时建築内有3,122名工人，而一名当地居民表示当时感觉就像地震一样。

## 事後
一家涉事的服装工厂网站公布其半数以上的受害者是妇女工人，另外她们放在同樣位於建築內托兒所的孩子也因而遇难。孟加拉国內政部部长慕希尤丁·罕·亞拉姆吉爾表示消防、警察部門和迅速行動營都已经参与救援，而志愿前往的救援人士開始用绳子帮助幸存者逃离大楼。2013年4月25日事故发生的第二天，孟加拉政府將這天定為国家哀悼日，而救援團隊在建築废墟中发现了數十名倖存者；在同一天达卡市发展委员会发表了針對大楼擁有者和5家服装厂負責人的抗议公文，但该大楼擁有者索赫爾·熱那據傳已经潜逃他處。
4月26日時，孟加拉國總理謝赫·哈西娜下令逮捕建築物擁有人索赫爾·熱那與另外四家服裝工廠的負責人，稍後警方宣布已經逮捕了4名與倒塌事故有密切關聯的人士。而在同一天，孟加拉國達卡製衣工廠的工人開始暴動，破壞至少150輛汽車與5家工廠的設備。4月27日，孟加拉的左派政黨呼籲展開全國性的聯合休業罷工，要求政府在5月2日前逮捕所有犯罪嫌疑人並進行審判；另外在同一天，獨立委員會也開始大規模調查各地工廠的結構問題。